# Olcella
Olcella là một chi ruồi trong họ Chloropidae.